# Ямайка на летних Олимпийских играх 1952
Ямайка принимала участие в Летних Олимпийских играх 1952 года в Хельсинки (Финляндия) во второй раз за свою историю, и завоевала три серебряные, две золотые медали. Сборную страны представляли 2 женщины.

## Золото
- Лёгкая атлетика, мужчины, 4×400 метров, эстафета — Артур Уинт, Лесли Ленг, Херб Маккенли и Джордж Роден.
- Лёгкая атлетика, мужчины, 400 метров — Джордж Роден.

## Серебро
- Лёгкая атлетика, мужчины, 100 метров — Херб Маккенли.
- Лёгкая атлетика, мужчины, 400 метров — Херб Маккенли.
- Лёгкая атлетика, мужчины, 800 метров — Артур Уинт.